# Lazy Mountain
Lazy Mountain ist ein census-designated place (CDP) im Matanuska-Susitna Borough in Alaska in den Vereinigten Staaten. Das U.S. Census Bureau hat bei der Volkszählung 2020 eine Einwohnerzahl von 1.506 ermittelt.

## Geographie
Das Gebiet liegt am Fuße des gleichnamigen Berges Lazy Mountain in der Nähe der Stadt Palmer. Es liegt östlich des  Matanuska River und ist über den Old Glenn Highway erreichbar.

## Geschichte
Das Gebiet wurde um 1915 besiedelt, als die Alaska Railroad Arbeitsmöglichkeiten schaffte. Ein Kinderheim (Lazy Mountain Children’s Home) war von 1947 bis in die frühen 1960er in Betrieb. Eine Zeitlang gab es einen Skilift im Erholungsgebiet um den Berg, jedoch wurde er inzwischen abgebaut.

## Wirtschaft
Die Einwohner arbeiten im Einzugsgebiet der Städte Palmer und Wasilla oder in Anchorage. Gemüse, Getreide, Heu und Kartoffeln werden angebaut. In der Gegend gibt es einige U-Pick-Farmen. Es gibt keine Einzelhandelsgeschäfte.

## Demografie
Zum Zeitpunkt der Volkszählung im Jahre 2000 (U.S. Census 2000) hatte Lazy Mountain CDP 1158 Einwohner auf einer Landfläche von 91,9 km². Das Durchschnittsalter betrug 36,4 Jahre (nationaler Durchschnitt der USA: 35,3 Jahre). Das Pro-Kopf-Einkommen (engl. per capita income) lag bei US-Dollar 22.789 (nationaler Durchschnitt der USA: US-Dollar 21.587). 7,8 % der Einwohner lagen mit ihrem Einkommen unter der Armutsgrenze (nationaler Durchschnitt der USA: 12,4 %). 20,5 % der Einwohner sind irischer-, 19,8 % deutscher- und 17,4 % englischer Abstammung.